# 1195
| Calendário gregoriano                                                        | 1195 MCXCV                                             |
| Ab urbe condita                                                              | 1948                                                   |
| Calendário arménio                                                           | 644 – 645                                              |
| Calendário bahá'í                                                            | -649 – -648                                            |
| Calendário budista                                                           | 1739                                                   |
| Calendário chinês                                                            | 3891 – 3892 Início a 12 de fevereiro (aproximadamente) |
| Calendário copta                                                             | 911 – 912                                              |
| Calendário etíope                                                            | 1187 – 1188                                            |
| Calendários hindus - Vikram Samvat - Calendário nacional indiano - Cáli Iuga | 1250 – 1251 1116 – 1117 4295 – 4296                    |
| Calendário Holoceno                                                          | 11195                                                  |
| Calendário islâmico                                                          | 591 – 592                                              |
| Calendário judaico                                                           | 4955 – 4956                                            |
| Calendário persa                                                             | 573 – 574                                              |
| Calendário rúnico                                                            | 1445                                                   |
| Calendário solar tailandês                                                   | 1738                                                   |

1195 (MCXCV na numeração romana) foi um ano comum do século XII do Calendário Juliano, da Era de Cristo, a sua letra dominical foi A (52 semanas), teve início a um domingo e terminou também a um domingo.
No reino de Portugal estava em vigor a Era de César que já contava 1233 anos.
| Ano completo                    |
| ------------------------------- |
| Ano comum com início ao domingo |

## Eventos
- 18 de Julho - O Califado Almóada derrota o Reino de Castela na batalha de Alarcos.
- Sancho I repovoa o Castelo de Leiria, concedendo à região a categoria de município.
- Aleixo III Ângelo inicia o seu reinado como imperador bizantino que perdurará de 1195 a 1203. Nasceu em 1153 virá a falecer em 1211.

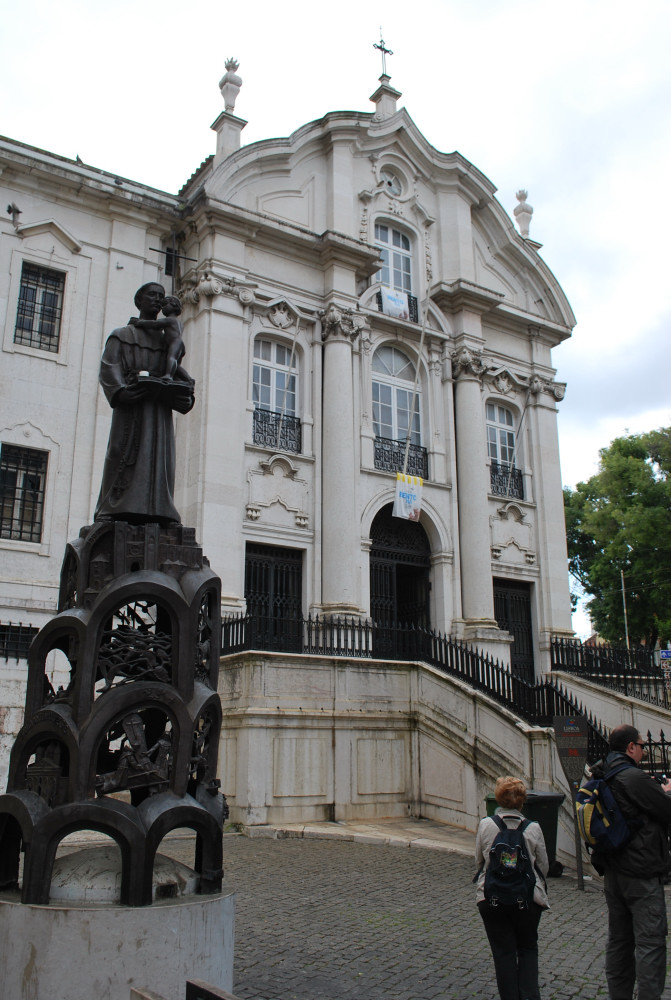
Igreja de Santo António, Lisboa.

## Nascimentos
- 3 de Janeiro - Tsuchimikado, 83º imperador do Japão.
- 15 de Agosto - Santo Antonio de Lisboa.
- Mem Soares de Melo, foi o 1º Senhor de Melo, m. 1262.

## Mortes
- 17 de Dezembro - Balduíno V de Hainaut - conde de Hainaut e da Flandres e Marquês de Namur (n. 1150).
- Gualdim Pais - cruzado português (n. 1118).
- Isaac Comneno do Chipre (ou 1196) — nobre bizantino, autoproclamado imperador do Chipre (n. ca. 1155).